# قائمة قرارات مجلس الأمن التابع للأمم المتحدة لعام 1954
تتضمن قائمة قرارات مجلس الأمن التابع للأمم المتحدة لعام 1954 جميع القرارات الصادرة عن مجلس الأمن التابع للأمم المتحدة خلال العام 1954.

## القائمة
| رقم القرار | الرمز            | نص القرار                         | موضوع القرار                     |
| ---------- | ---------------- | --------------------------------- | -------------------------------- |
| 104        | S/RES/104 (1954) | نص الوثيقة على موقع الأمم المتحدة | المسألة المقدمة من قبل غواتيمالا |
| 105        | S/RES/105 (1954) | نص الوثيقة على موقع الأمم المتحدة | محكمة العدل الدولية              |

## المرجع
1. ↑  "Security Council Resolutions" (بالإنجليزية). الأمم المتحدة. Archived from the original on 2018-07-25. Retrieved 22 شباط / فبراير 2017. {{استشهاد ويب}}: تحقق من التاريخ في: |تاريخ الوصول= (help)